# Église Saint-Germain-de-Paris de La Grande-Paroisse
L’église Saint-Germain-de-Paris est un édifice religieux catholique situé à La Grande-Paroisse, en France. Il est inscrit aux monuments historiques depuis 1926.

## Situation et accès
L’édifice est situé dans la rue de l'Église, au sud de La Grande-Paroisse. Plus largement, il se trouve dans le département de Seine-et-Marne, en région Île-de-France. Un repère de nivellement placé sur le contrefort d'angle sud-est du mur de façade de la nef, à 64 centimètres au-dessus du sol, fait état d'une altitude de 59,162 mètres.

## Statut patrimonial et juridique
L’église fait l’objet d’une inscription au titre des monuments historiques par arrêté du 27 mars 1926, en tant que propriété de la commune.